# Diaethria bourcieri
Diaethria bourcieri är en fjärilsart som beskrevs av Achille Guenée 1872. Diaethria bourcieri ingår i släktet Diaethria och familjen praktfjärilar. Inga underarter finns listade i Catalogue of Life.